# Estornell bec-roig
L'estornell bec-roig (Spodiopsar sericeus) és un ocell de la família dels estúrnids (Sturnidae). És endèmic de la Xina. Els seus hàbitats són elsmatollars tropicals i subtropicals de frondoses humits, les terres llaurades i els jardins rurals. El seu estat de conservació es considera de risc mínim.